# Laecken-Halle

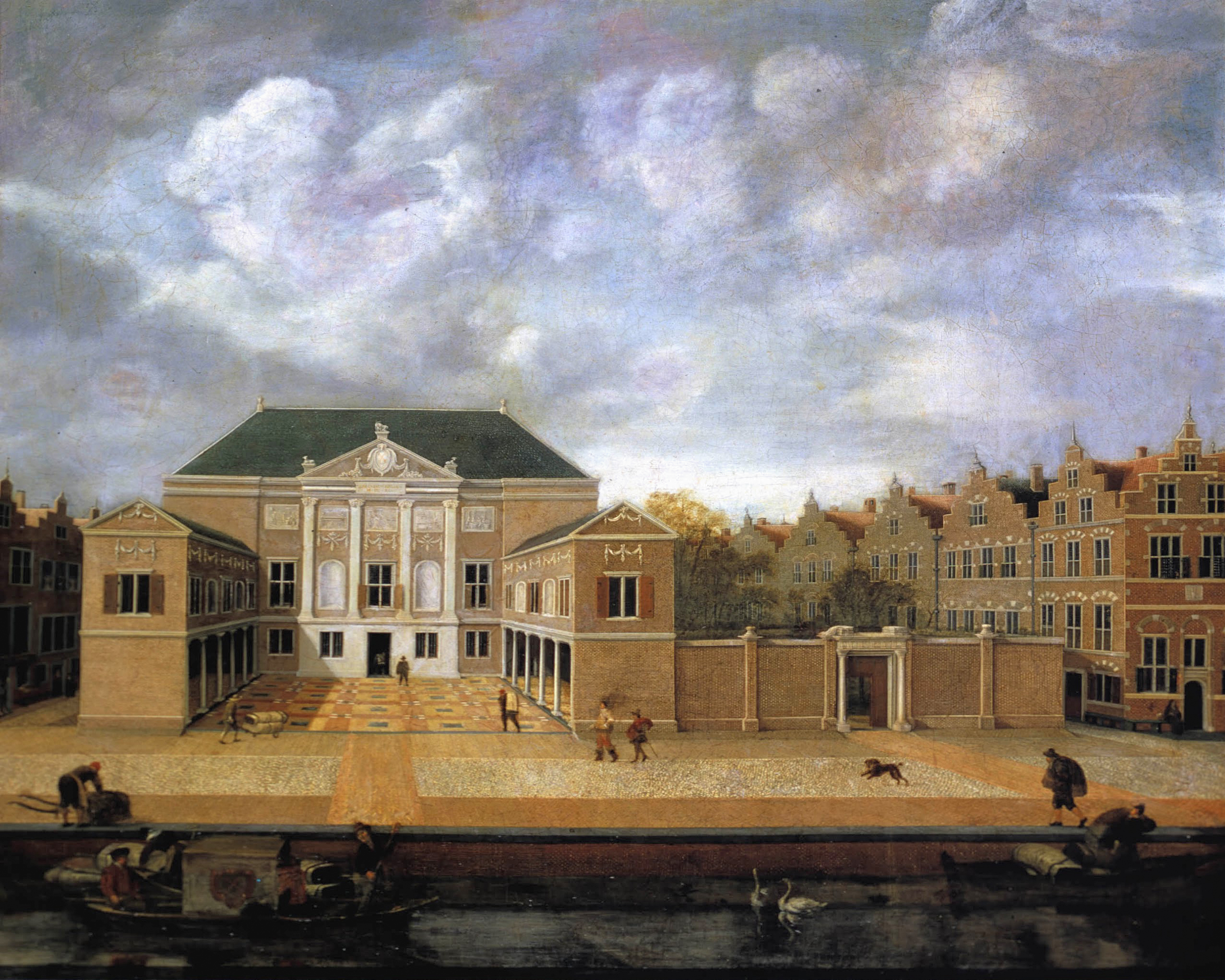
Lakenhal na voltooiing in 1642 door Susanna van Steenwijk. Een boot ligt aangemeerd waarvandaan het laken met kruiwagens de hal wordt binnengebracht.

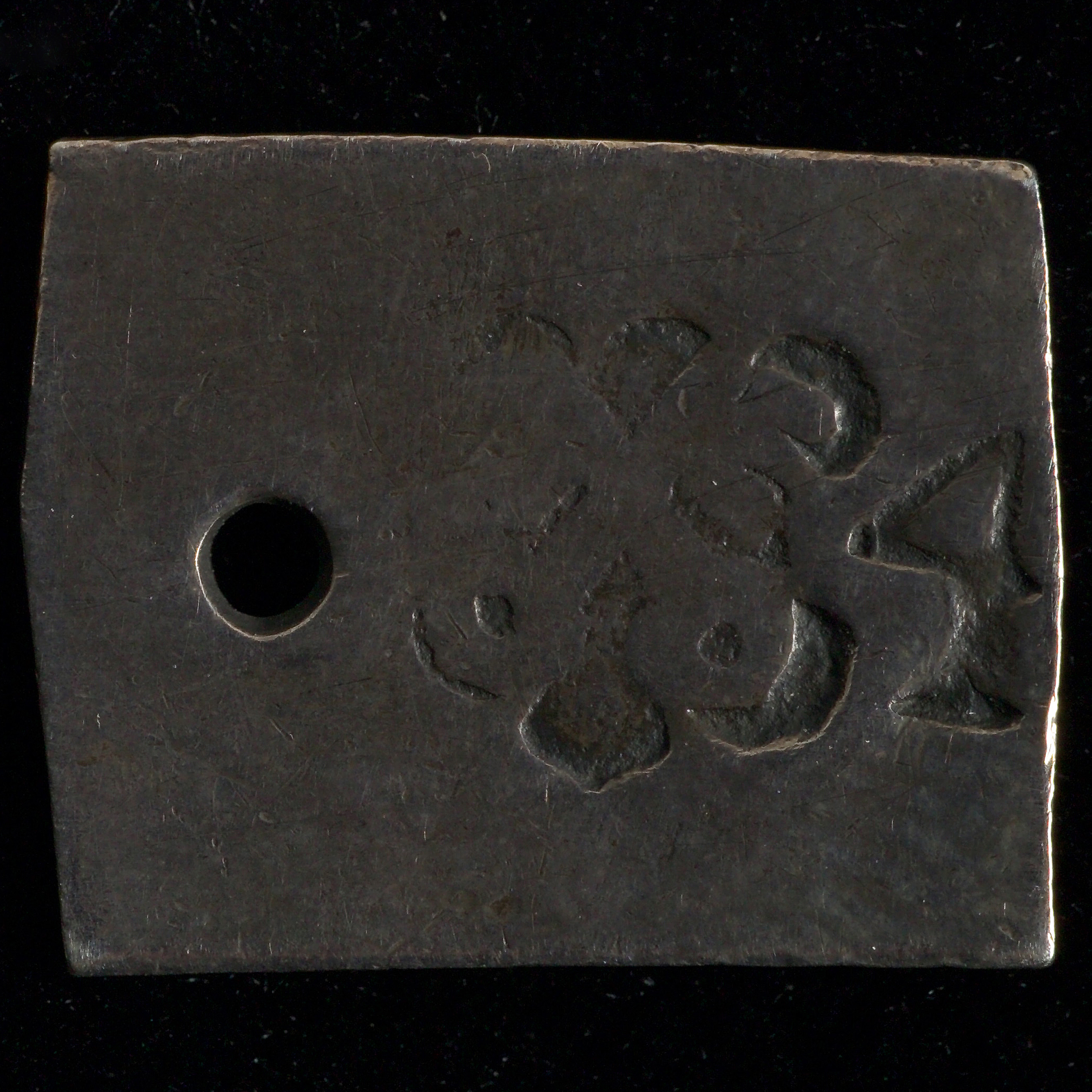
Zilverstukje ter vergoeding van door de staalmeesters gevonden verborgen gebreken aan het laken gehecht door de staalmeesters te Leiden

De Laecken-Halle is een voormalige lakenhal uit 1640 aan de Oude Singel in de Nederlandse plaats Leiden. Sinds 1868 is in het gebouw het stedelijk Museum De Lakenhal gehuisvest.
In de 17e eeuw was meer dan de helft van de Leidse bevolking werkzaam in de lakenindustrie. Op 8 mei 1639 besloot het stadsbestuur om de beroemde architect Arent van 's-Gravesande de opdracht te geven een representatieve lakenhal te ontwerpen voor de lakenindustrie in  Hollands classicistische stijl. Het gebouw werd op 8 augustus 1641 officieel geopend. Abraham van den Tempel maakte voor de hal drie schilderijen met allegorien. 
In de lakenhal kwamen de gouverneurs en staalmeesters van het lakengilde bijeen. De lakenhandelaren leverden hun stoffen af op het voorplein, waar de staalmeesters het keurden. In de grote gildezaal, ook wel Grote Pers genoemd, kregen de balen  een loden zegel als waarmerk. 
In 1820 verloor het gebouw als gevolg van het verval van de textielnijverheid haar functie als lakenhal en kwam het gebouw in gebruik als Halle van Manufacturen en cholerahospitaal. 
op 28 december 1868 besloot de stad Leiden de Laecken-Halle te verbouwen tot een oudheidkundig en kunstmuseum. Stadsarchitect Jan Willem Schaap kreeg de opdracht de tweede verdieping van de oude Lakenhal geschikt te maken als tentoonstellingsruimte. Hij ontwierp een nieuw trappenhuis waar de zestiende-eeuwse gravenramen uit de Leidse schuttersdoelen een plek kregen. Om het daglicht in de zaal toe te laten zette hij ramen in de zeventiende-eeuwse kap en in het plafond.
Vanaf 1 mei 1874 werd het gehele gebouw in gebruik genomen als museumgebouw. In 1890 werd het gebouw aan de achterzijde uitgebreid met de Harteveltvleugel. In 1918 kon door een schenking het gebouw groot uitgebreid worden met de Papevleugel. Op 5 april 1922 werd deze geopend. In 2019 werd het Van Steijn Gebouw aan het gebouwencomplex toegevoegd en de Laecken-Halle gerestaureerd.

## Afbeeldingen

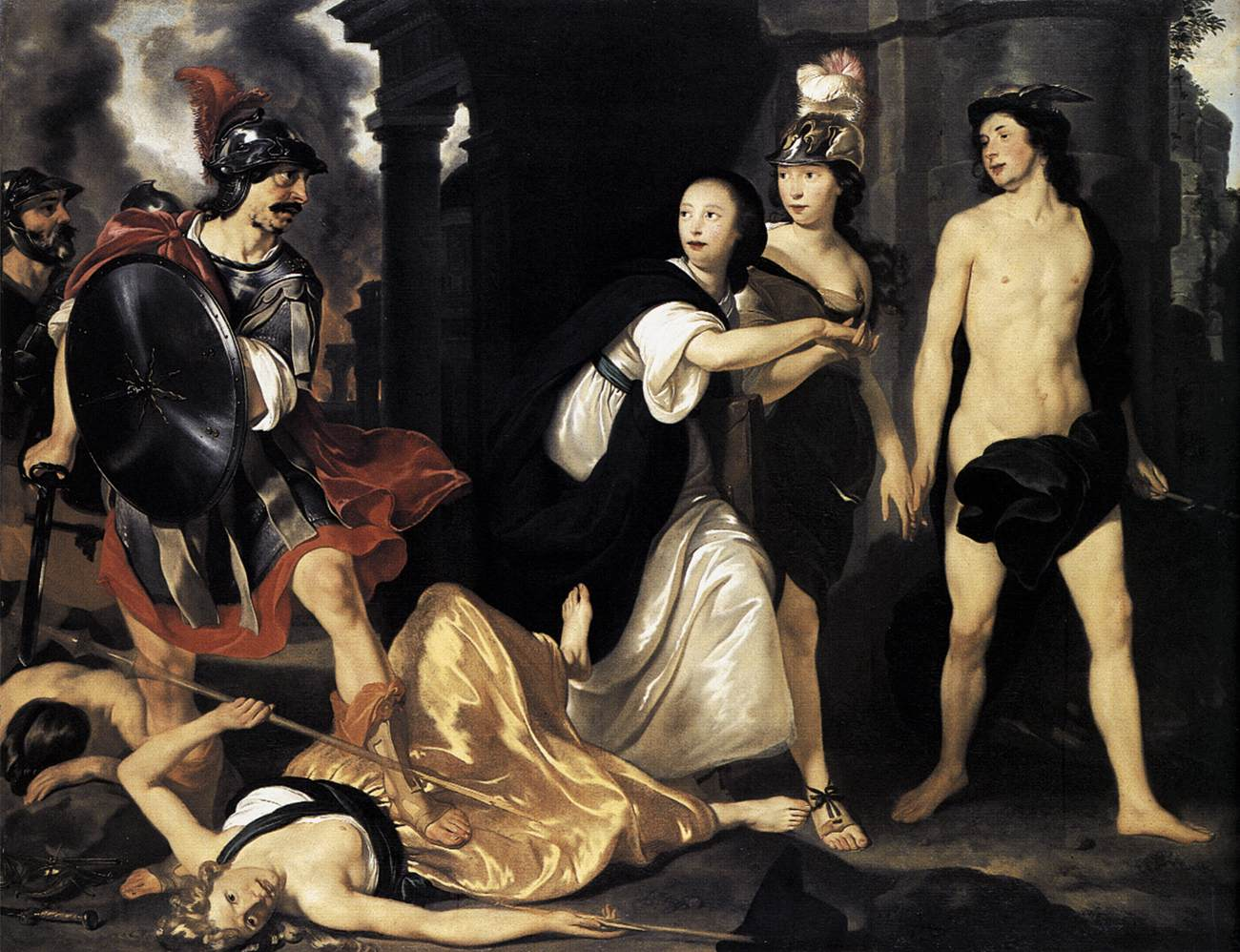
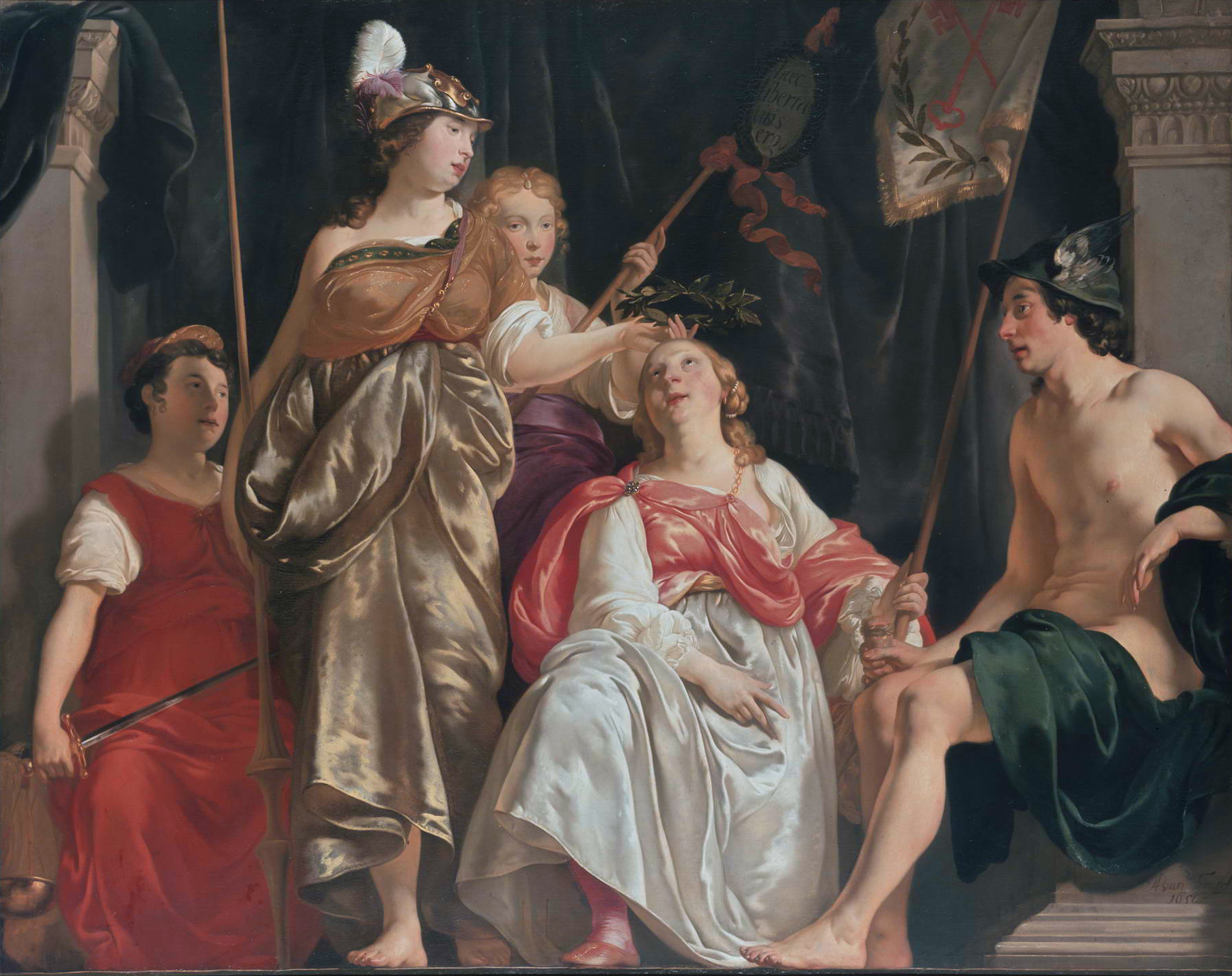
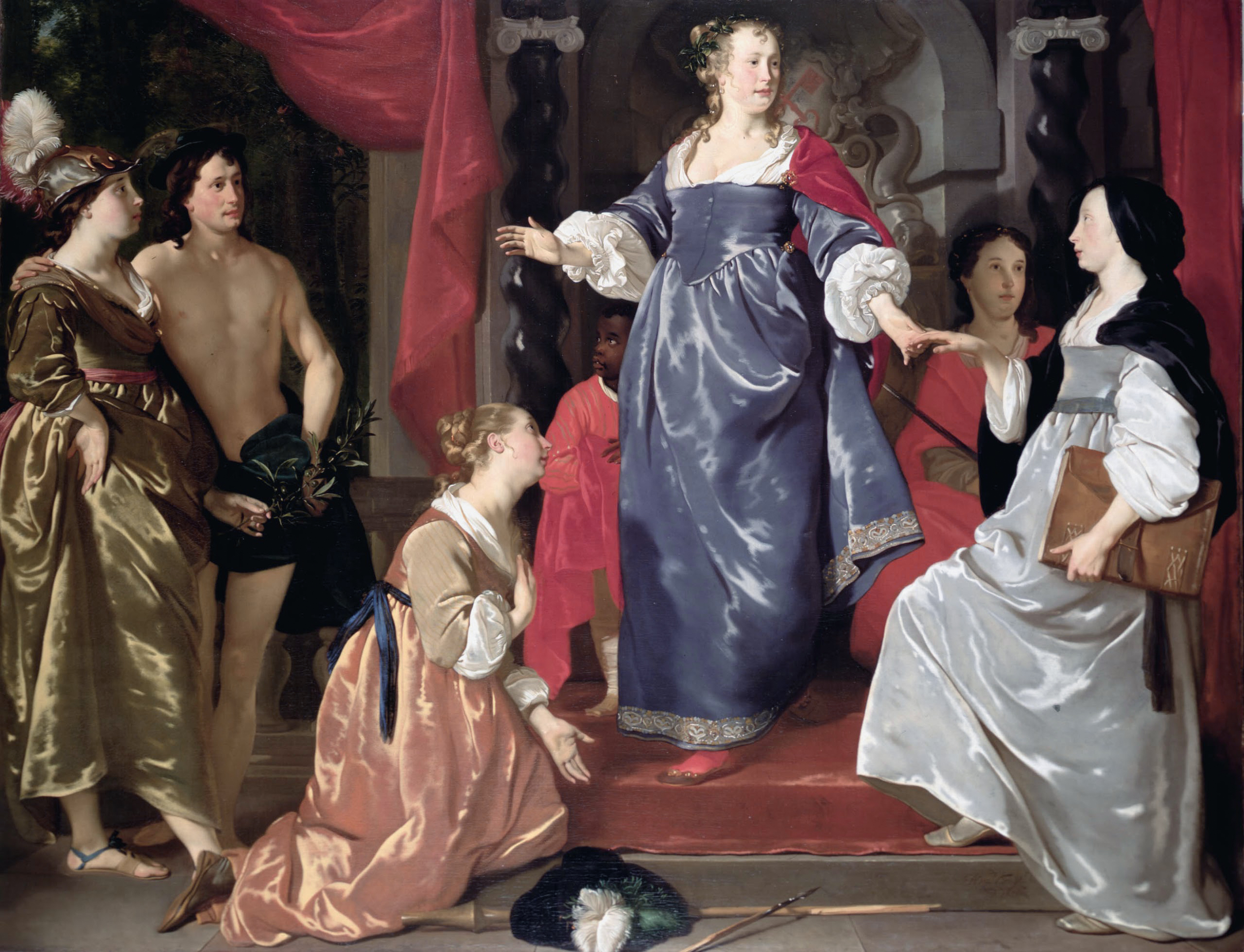
Schilderij uit 1651 met als thema 'de Nering' (hier: de Leidse lakennijverheid). Van links naar rechts stellen de figuren op de voorgrond voor: Minerva (godin van de Wijsheid) en Mercurius (god van de Handel), de Vrede (knielend), de stedenmaagd Leiden, de Nering.
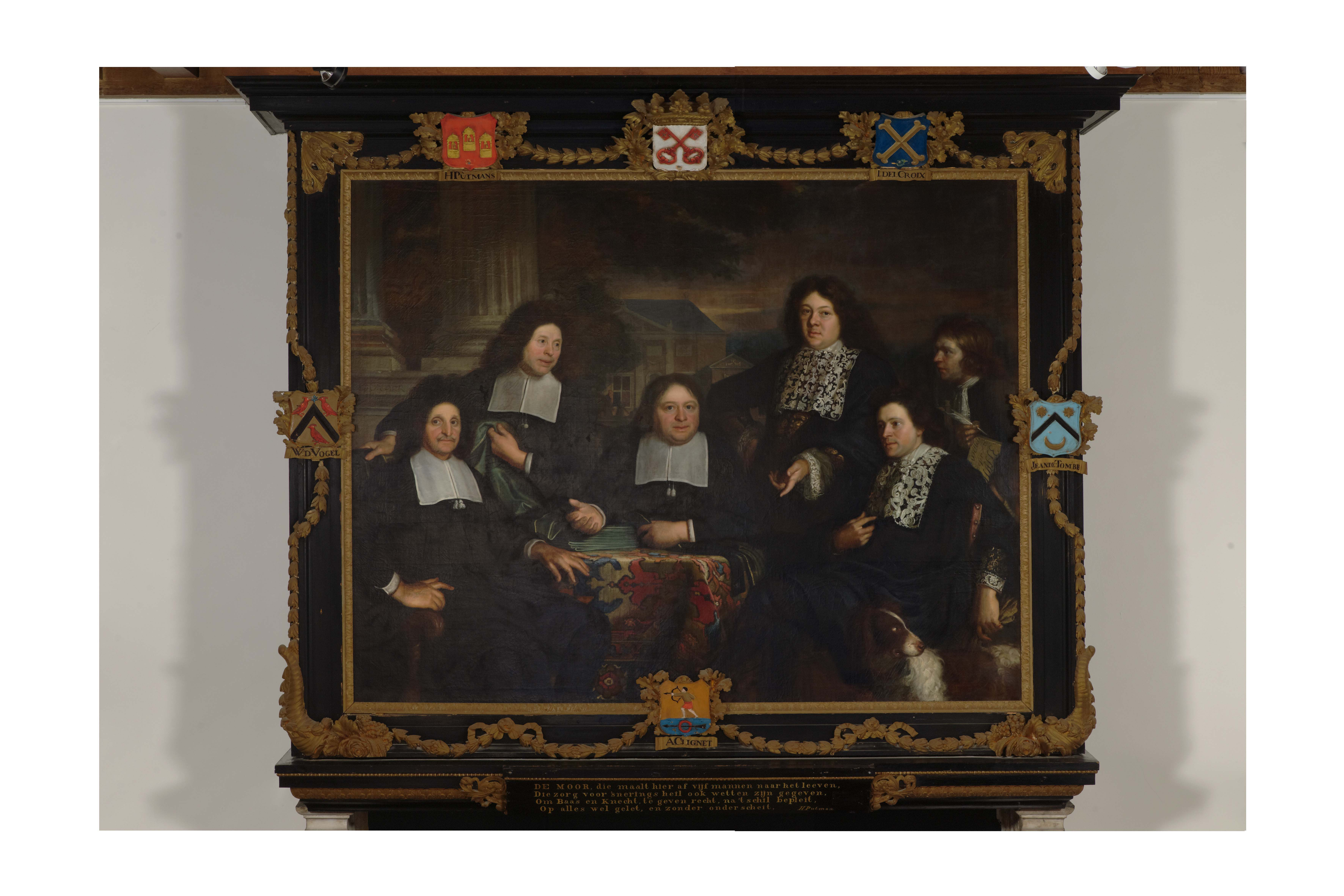
De Gouverneurs van de Lakenhal in 1692